# Zappert Point
Zappert Point är en udde i Antarktis. Den ligger i Östantarktis. Australien gör anspråk på området. Zappert Point ligger vid sjön Larelar Lake.
Terrängen inåt land är platt. Havet är nära Zappert Point åt nordväst. Trakten är glest befolkad. Närmaste befolkade plats är Davis Station, 9,3 kilometer sydväst om Zappert Point. 